# 신학용
신학용(辛鶴用, 1952년 1월 21일~)은 대한민국의 정치인으로, 제17·18·19대 국회의원이다.
경상남도 창녕에서 출생하였고 지난날 한때 경상남도 부산에서 잠시 유아기를 보낸 적이 있는 그는 경기도 인천에서 성장하였으며 무소속으로, 지역구는 인쳔 계양구 갑 선거구이다.
국회의원 당선 이후 줄곧 국회의원 연구단체인 국회금융정책연구회의 회장을 맡고 있으며, 금융 및 공정거래 등 경제 분야에서 전문성을 인정받고 있다.

## 학력
- 1964년 인천부평동국민학교 졸업
- 1967년 인천중학교 졸업
- 1970년 제물포고등학교 졸업
- 1974년 서울대학교 문리과대학 문학부 정치학 학사
- 2002년 서울대학교 대학원 행정학 석사 수료

## 경력
- 1977년 해병대 중위 전역
- 대림산업 해외영업부 근무
- 법원행정고시 합격
- 대구지방법원, 인천지방법원 사무관
- 법무사 활동
- 인천연수구시민모임 공동대표
- 인천광명복지재단 감사
- 인천남동구테니스연합회 회장
- 제15대 대통령 선거 새정치국민회의 김대중 대통령 후보 특별보좌역(법률특보)
- 인천광역시 생활체육인연합 필드하키연합회 회장
- OBS경인TV 설립위원
- 서울대학교 총동문회 이사
- 한국실업탁구연맹 회장
- 대한법무사협회 회장
- 2004년 4월 15일: 대한민국 제17대 국회의원 선거 당선(인천 계양구 갑, 열린우리당, 초선)
- 2008년 4월 9일: 대한민국 제18대 국회의원 선거 당선(인천 계양구 갑, 통합민주당, 재선)
- 2012년 4월 11일: 대한민국 제19대 국회의원 선거 당선(인천 계양구 갑, 민주통합당, 3선)
- 대한민국헌정회 연로회원지원금대책특별위원회 위원장

## 의정 활동
- 2004년 5월 ~ 2008년 5월 제17대 국회의원(인천 계양구 갑, 열린우리당→대통합민주신당→통합민주당, 초선)
- 국회 정무위원회 위원
- 국회 통일외교통상위원회 위원
- 열린우리당 클린선거대책특위위원
- 열린우리당 생명공학연구지원및 윤리대책특위위원
- 열린우리당 문화중심도시추진위원
- 열린우리당 서민금융정책기획단위원
- 열린우리당 수도권발전특위 인천위원장
- 열린우리당 원내부대표
- 열린우리당 인천광역시당 위원장
- 2008년 5월 ~ 2012년 5월 제18대 국회의원(인천 계양구 갑, 통합민주당→민주당→민주통합당, 재선)
- 2008년 6월 ~ 2010년 6월 18대 국회 전반기 정무위원회 위원 겸 민주당 간사
- 2010년 6월 ~ 2012년 5월 18대 국회 후반기 국방위원회 위원 겸 민주당 간사
- 국회 국제경기대회지원특별위원회 위원
- 민주당 손학규 대표 비서실장
- 2012년 5월 ~ 2016년 5월 제19대 국회의원(인천 계양구 갑, 민주통합당→민주당→새정치민주연합→더불어민주당→무소속→국민의당, 3선)
- 2012년 7월 ~ 2013년 3월 19대 국회 전반기 교육과학기술위원회 위원장
- 2013년 3월 ~ 2014년 6월 19대 국회 전반기 교육문화체육관광위원회[1] 위원장
- 민주통합당 인천광역시당 위원장
- 민주통합당 정책위원회 수석부의장

## 논란
교명에서 직업을 빼기로 하는 입법청탁과 관련하여 2013년 9월부터 2015년 사이에 서울예술종합학교 김민성 이사장에게서 두 차례에 걸쳐1500만원과 한국유치원총연합회로부터 출판기념회 축하금 명목으로 3360만원의 뇌물을 수수한 혐의로 서울중앙지검이 2015년 12월 22일 기소하여 법원에서 징역 2년 6월 벌금 3100만원을 선고받았다 1심이 유죄로 인정한 1천만원과 상품권 500만원 중 현금 1천만원만 유죄로 봤으며 한국유치원총연합회가 신학용 의원의 출판기념회에서 3천60만원을 후원한 사실을 인정하면서 이를 직무와 관련한 뇌물로 봐 1억6천여만원의 불법 정치자금 조성도 유죄로 판단했다.
재판부는 "출판기념회 형식을 통한 금품 수수가 주된 양형 사유"라며 "법정형 자체가 높아 감경하더라도 2년 6개월 이상을 선고해야 하므로 1심의 전체적 양형을 유지했다"고 설명했다.(서울중앙지방법원2014고단1080) 쌍방 상소하여 2017년 3월 30일 항소심도 같은선고가 있었으나 "사건의 쟁점이 법률적으로 고려할 여지가 있어 법정구속은 않기로 했다"고 밝히며 법정구속은 하지 않은 채 3개월 만인 2017년 7월 11일 대법원에서 상고기각되어(대법원2017도5346) 확정함으로써 인천구치소에 수감했다.
2020년 10월 9일 방송된 KBS 시사직격과 조국 전 법무부 장관의 회고록 「조국의 시간」은 '청와대 하명 수사'에 의한 검찰의 사건 조작 의혹을 제기하였다.

## 역대 선거 결과
|  | 51.11% |

|  | 44.57% |

|  | 61.50% |

## 소속 정당
| 소속 정당 | 소속 정당      | 소속 기간 | 비고                |
| --------- | -------------- | --------- | ------------------- |
|           | 새정치국민회의 | 1996~2000 | 정계 입문           |
|           | 새천년민주당   | 2000~2003 | 합당                |
|           | 무소속         | 2003      | 탈당                |
|           | 열린우리당     | 2003~2007 | 창당                |
|           | 무소속         | 2007      | 탈당                |
|           | 대통합민주신당 | 2007~2008 | 창당                |
|           | 통합민주당     | 2008      | 합당                |
|           | 민주당         | 2008~2011 | 당명 변경           |
|           | 민주통합당     | 2011~2013 | 합당                |
|           | 민주당         | 2013~2014 | 당명 변경           |
|           | 새정치민주연합 | 2014~2015 | 합당                |
|           | 더불어민주당   | 2015~2016 | 당명 변경           |
|           | 무소속         | 2016      | 탈당                |
|           | 국민의당       | 2016~2017 | 입당                |
|           | 무소속         | 2017~현재 | 당적 상실 정계 은퇴 |

## 같이 보기
- 계양구 갑
- 인천 계양구의 국회의원